# Melinda Doolittle
 (août 2008).
Si vous disposez d'ouvrages ou d'articles de référence ou si vous connaissez des sites web de qualité traitant du thème abordé ici, merci de compléter l'article en donnant les références utiles à sa vérifiabilité et en les liant à la section « Notes et références ».
Melinda Marie Doolittle (née le 6 octobre 1977) est une chanteuse américaine qui a terminé troisième lors de la sixième saison de l'émission de télévision American Idol. Avant son apparition sur American Idol, Melinda Doolittle a travaillé comme choriste  professionnelle pour des chanteurs comme Michael McDonald, Kirk Franklin, Aaron Neville, Bebe et Cece Winans, Jonny Lang, Vanessa Bell Armstrong et Oint. 

## Vie personnelle
Melinda Doolittle est née à Saint-Louis dans le Missouri, aux États-Unis. Elle a obtenu son diplôme de l'Union High School, à Tulsa, en Oklahoma, en 1995. Même si elle a étudié le chant depuis la septième année d'études, sa carrière n'a pas commencé avant 1999.

## American Idol
Audition
Melinda Doolittle passe sa première audition pour American Idol à Memphis, au Tennessee. Elle a chanté la chanson For Once in my Life, qui a été popularisée par Stevie Wonder, un de ses artistes préférés. Le jury est admiratif face à cette prestation. Toutefois il lui demande de prendre confiance en elle.
Le top 24
Melinda Doolittle réussit à atteindre le Top 24 retransmise sur la chaine de télévision Fox. Au cours de sa première prestation, elle a été saluée pour son interprétation de Sweet Sweet Baby (Since You Been Gone), par Aretha Franklin. La semaine suivante, elle interprète My Funny Valentine. Selon le jury ce fut la meilleure chanteuse de la soirée. La troisième semaine, elle chante I'm a woman : c'est un succès et elle entre dans le Top 12, le 8 mars 2007.
Le top 12
- Semaine 1 - 13 mars 2007, avec pour invitée spéciale Diana Ross, Melinda chante Home de Diana Ross.
- Semaine 2 - 20 mars 2007, avec pour invitée spéciale Lulu, elle chante As Long as He Needs Me de la comédie musicale Oliver !.
- Semaine 3 - 27 mars 2007, avec pour invitée spéciale Gwen Stefani, elle chante une chanson intitulée Heaven Knows de Donna Summer.
- Semaine 4 - 3 avril 2007, avec pour invité spécial Tony Bennett, elle chante I Got Rhythm.
- Semaine 5 - 10 avril 2007, avec pour invitée spéciale Jennifer Lopez, elle chante Sway.
- Semaine 6 - 17 avril 2007, avec pour invitée spéciale Martina McBride, elle chante Trouble is A Woman, une chanson country.
- Semaine 7 - 24 avril 2007, elle chante There will come a day de Faith Hill dans le cadre d'une émission caritative spéciale, Idol Gives Back.
- Semaine 8 - 1er mai 2007, elle chante Have a Nice Day de Bon Jovi.
- Semaine 9 - 8 mai 2007, pour son premier passage, elle chante Love You Inside Out et, pour la première fois, le jury critique sa prestation car ils attendent plus pour ce quart de finale. Pour son deuxième passage, elle interprète How Can You Mend a Broken Heart? des Bee Gees.
- Semaine 10 - 15 mai 2007. Pour cette soirée, les concurrents doivent chanter trois chansons : l'une choisie par un membre du jury,

une autre par la production, et la dernière par le candidat. La première, choisie par Randy Jackson, est I Believe in You and Me par Whitney Houston. La deuxième est Nutbush City Limits de Tina Turner. Melinda Doolittle choisit pour sa part de reprendre I'm a woman, qu'elle a déjà interprétée lors du Top 24. Lors de cette demi-finale, Melinda Doolittle est éliminée malgré plus de 60 millions de votes exprimés et le soutien unanime du jury. Simon Cowell, membre du jury déclare qu'elle est « l'une des plus grandes chanteuses de l'histoire du spectacle ».

## L'aprèsAmerican Idol
- L'écrivain Stephen Holden du New York Times décrit Melinda comme un « talent phénoménal » et la compare à Gladys Knight et Tina Turner. Il lui prédit une très grande carrière.

- Le 13 novembre 2007, Melinda chante devant George et Laura Bush à la Maison Blanche, au cours du dîner social en l'honneur d'America's Promise, alliance américaine pour la jeunesse.

- Elle accompagne Michael W. Smith durant sa tournée de Noël 2007.

- Début 2008, Melinda Doolittle sort son premier single, My Funny Valentine, une chanson qu'elle a interprétée lors du télé-crochet.

- La chanteuse lance son premier album, Coming Back To You, le 3 février 2009.